# فيرا جوردانوفا
فيرا جوردانوفا (بالبلغارية: Вера Йорданова)‏ هي كاتبة طبخ وممثلة وعارضة أزياء فنلندية ولدت في يوم 28 أغسطس 1975 في مدينة هلسنكي لأبوين موسيقيين بلغاريين. أتقنت منذ صغرها التكلم باللغات الفنلندية والبلغارية والإنجليزية والروسية، بدأت مشوارها كعارضة أزياء وظهرت صورها في عدة أغلفة لمجلات مثل مكسيم وإف إتش إم. وثم ظهرت في اعلانات لعدة شركات لمستحضرات التجميل مثل باكاردي لايم وكلارينس وفيلينا لينجير، وقدمت عروض أزياء في ميلانو وباريس وهامبورع وكيب تاون وبرشلونة ولوس أنجلوس ونيويورك حيث تقيم هناك حالياً. في سنة 1994 بدأت بالتمثيل، ومثلت في عدة مسلسلات فنلندية مثل مسلسل Isänmaan Toivot في سنة 2000 وفي سنة 2007 مثلت دور أكسيل في فيلم النزل 2. في سنة 2014 ألفت كتاب طبخ لا تفقد أي قطعة: قصص ونكهات من مختلف أنحاء العالم وألذي احتوى على حوالي 100 وصفة من مختلف أنحاء العالم.